# モハメド・アリ・アマル
ナイム(Nayim)ことモハメド・アリ・アマル（Mohammed Alí Amar, 1966年11月5日 - ）は、スペイン・セウタ出身の元サッカー選手。ポジションはミッドフィールダー。

## 経歴
スペインの飛び地であるセウタ出身。1979年にFCバルセロナのカンテラに入団する。1987年にバルセロナのトップチームデビューを果たした。しかしあまり出場機会は得られなかった。
1988年に、過去にバルセロナの監督を務めていたテリー・ヴェナブルズに誘われ、トッテナム・ホットスパーFCへと移籍した。フットボールリーグおよびプレミアリーグに移籍した最初のスペイン人選手だった。
トッテナムでは1991年のFAカップ優勝に貢献するなど、5年間で140試合以上に出場した。
1993年にレアル・サラゴサへ移籍した。サラゴサでは移籍初年度にコパ・デル・レイ優勝を経験すると、1994-95シーズンはUEFAカップウィナーズカップ優勝に貢献。アーセナルFCとの決勝戦では40ヤード離れたところから決勝ゴールを決めた。
1997年にCDログロニェスに移籍。2000年に現役を引退した。
2018年現在、生まれ故郷のチームADセウタでアシスタントコーチを務めている。

## 人物
イスラム教徒である。1992年に開幕したプレミアリーグの初年度にプレーした選手の中で唯一のムスリムであった。

## タイトル
バルセロナ
- コパ・デル・レイ:1回 (1987-88)

トッテナム
- FAカップ:1回 (1990-91)
- チャリティ・シールド:1回 (1991)

サラゴサ
- コパ・デル・レイ:1回 (1993-94)
- UEFAカップウィナーズカップ:1回 (1994-95)